# Biaix de publicació
El biaix de publicació és el que es produeix en no publicar tot allò que podria ser publicat, per diferents factors. No sempre aquest biaix és inherentment dolent, així, per exemple, no publicar mentides és sovint un biaix desitjable; però no ens referirem a això. El que sí que és el biaix de publicació problemàtic, i molt discutit, és la tendència dels investigadors, editors, i companyies farmacèutiques per gestionar la comunicació dels resultats experimentals que donin resultats positius (és a dir, mostrant un troballa significativa) de forma diferent dels resultats que siguin negatius (és a dir, que donin suport a la hipòtesi nul·la) o no concloents, el que porta a un biaix erroni en la literatura general publicada. Això és en general un biaix que apunta a informar dels resultats significatius, tot i que els estudis amb resultats significatius no semblen superiors als estudis amb un resultat nul pel que fa a la qualitat del disseny. S'ha comprovat que els resultats estadísticament significatius tenen tres vegades més probabilitats de ser publicats que els documents que afirmen que tenen un resultat nul. També s'ha trobat que la raó més comuna per la manca de publicació és degut al fet que l'investigador es nega a presentar els resultats per a la publicació (a causa de la pèrdua d'interès de l'investigador en el tema, el seu prejudici que els altres investigadors no estaran interessats en els resultats nuls, etc.), això subratlla el paper dels investigadors en els fenòmens de biaix de publicació.
En un esforç per disminuir aquest problema, algunes revistes mèdiques importants requereixen el registre de l'assaig abans que comenci, perquè uns resultats desfavorables no amaguin la seva publicació. Existeixen diversos d'aquests registres, però els investigadors no en són conscients. A més, els intents d'identificar estudis no publicats han demostrat ser molt difícils i sovint insatisfactoris. Una altra estratègia suggerida per una metanàlisi és la prudència en l'ús d'assaigs clínics petits i no controlats per la seva alta susceptibilitat de mostrar errors i biaixos.